# 伊勢原市立山王中学校
伊勢原市立山王中学校（いせはらしりつ さんのうちゅうがっこう）は、神奈川県伊勢原市上粕屋にある市立中学校。

## 通学区域
出典
- 伊勢原市立比々多小学校より
  - 神戸
  - 串橋
  - 坪ノ内
  - 笠窪
  - 善波
  - 白根
  - 三ノ宮の一部(字宝地、同石原田、同上木津根、同中木津根並びに同下木津根及び同上原田の一部を除く。)
  - 板戸の一部(字毘沙門池)
  - 鈴川
  - 大住台1丁目〜3丁目
- 伊勢原市立高部屋小学校より
  - 上粕屋
  - 西富岡
  - 日向
  - 三ノ宮の一部(字上原田の一部)
  - 下糟屋の一部(字渋田)
- 伊勢原市立大山小学校より
  - 大山
  - 子易

## 部活動

### 運動部
- 陸上競技部
- サッカー部
- 野球部
- 男子ソフトテニス部
- 女子ソフトテニス部
- 男子バスケットボール部
- 女子バスケットボール部
- 男子バレーボール部
- 女子バレーボール部
- 卓球部
- 剣道部
- 柔道部(2024年度に廃止予定)

### 文化部
- 吹奏楽部
- コーラス部
- 手芸部
- 科学パソコン部
- 演劇部
- 美術部

## 進学前小学校
出典
- 伊勢原市立大山小学校
- 伊勢原市立高部屋小学校
- 伊勢原市立比々多小学校

## 交通
- 小田急電鉄 小田原線 伊勢原駅より徒歩34分
- 神奈中バス 道灌塚バス停より徒歩3分

## 著名な出身者
- 塩浦慎理 - 競泳選手